# اکسترال
«اکسترال» (انگلیسی: ExtraL) ترانه‌ای از خواننده و رپر اهل کره جنوبی، جنی و رپر آمریکایی دوچی است. این ترانه از طریق ناشر موسیقی جنی به نام آد آتلیه و کلمبیا رکوردز در ۲۱ فوریه ۲۰۲۵، به عنوان سومین تک‌آهنگ از نخست آلبوم استودیوی جنی به نام روبی (۲۰۲۵) منتشر شد.

## پس‌زمینه و انتشار
جنی بعد از ترک وای‌جی انترتینمنت برای دنبال کردن فعالیت‌های انفرادی، در نوامبر ۲۰۲۳ ناشر موسیقی خود به نام آد آتلیه را تأسیس کرد. سپس در سپتامبر ۲۰۲۴ به عنوان هنرمند انفرادی با کلمبیا رکوردز در همکاری با آد آتلیه قرارداد بست. جنی در اکتبر ۲۰۲۴ تک‌آهنگ «مانترا» و در ژانویه ۲۰۲۵ تک‌آهنگ «خماری عشق» را از طریق آد آتلیه و کلمبیا رکوردز به عنوان اولین تک‌آهنگ‌ها از اولین آلبوم استودیویی‌اش به نام روبی منتشر کرد. در همین حال، رپر آمریکایی در حال پیشرفت دوچی در سال ۲۰۲۵ جایزه گرمی بهترین آلبوم رپ را برنده شد و با آهنگ وایرال «انکار یک رودخانه است» اولین حضور خود را در جدول بیلبورد هات ۱۰۰ تجربه کرد.
حدس و گمان‌ها دربارهٔ همکاری جنی و دوچی زمانی شروع شد که این دو در پشت صحنه جشنواره کمپ فلاگ ناو کارنیوال در نوامبر ۲۰۲۴ با هم عکس گرفتند. جنی در مصاحبه با هیتس ریدیو گفت که «مدت‌هاست در فکر این همکاری بوده» اما هماهنگ‌کردن آن زمان برده است تا بتوانند یک همکاری موفق داشته باشند. در ۲۱ ژانویه ۲۰۲۵، جنی تأیید کرد که دوچی یکی از هنرمندان مهمان در آلبوم روبی است. جنی در ۱۴ فوریه ۲۰۲۵، یک کلیپ ۱۰ ثانیه‌ای از آهنگ جدیدش به نام «اکسترال» که در آن دوچی هم حضور دارد، در شبکه‌های اجتماعی خود منتشر کرد. او با این کلیپ اعلام کرد که این ترانه به عنوان سومین تک‌آهنگ آلبوم در ۲۱ فوریه منتشر خواهد شد.

## موزیک ویدئو
موزیک ویدئوی «اکسترال» که توسط کول بنت کارگردانی شده، همزمان با تک‌آهنگ در ۲۱ فوریه منتشر شد. در این ویدئو، جنی در حال رقص در یک سالن تئاتر پر از صندلی است، تا اینکه او و رقصنده‌هایش با فریاد «صبر کن… صبر کن… صبر کن… دوچی؟!» ورودی باشکوهی به دوچی می‌دهند وقتی که او وارد می‌شود. سپس این دو همراه با گروهی از رقصنده‌ها شروع به رقصیدن می‌کنند، در حالی که بلیزرهای بزرگ شیاپارلی و بادی‌سوت‌هایی با پرهای قرمز آتشین پوشیده‌اند. در یکی از صحنه‌ها، آنها در حالی که خیلی کوچک به نظر می‌رسند، روی سر یک مرد کچل رپ می‌خوانند.

## تاریخچه انتشار
| منطقه | تاریخ         | فرمت                  | ناشر            | منابع  |
| ----- | ------------- | --------------------- | --------------- | ------ |
| مختلف | ۲۱ فوریه ۲۰۲۵ | دانلود دیجیتال استریم | آد آتلیه کلمبیا | [ ۱۳ ] |